# Taeniophyllum macrotaenium
Taeniophyllum macrotaenium är en orkidéart som beskrevs av Rudolf Schlechter. Taeniophyllum macrotaenium ingår i släktet Taeniophyllum och familjen orkidéer. Inga underarter finns listade i Catalogue of Life.